# Parkwijk (Stadskanaal)

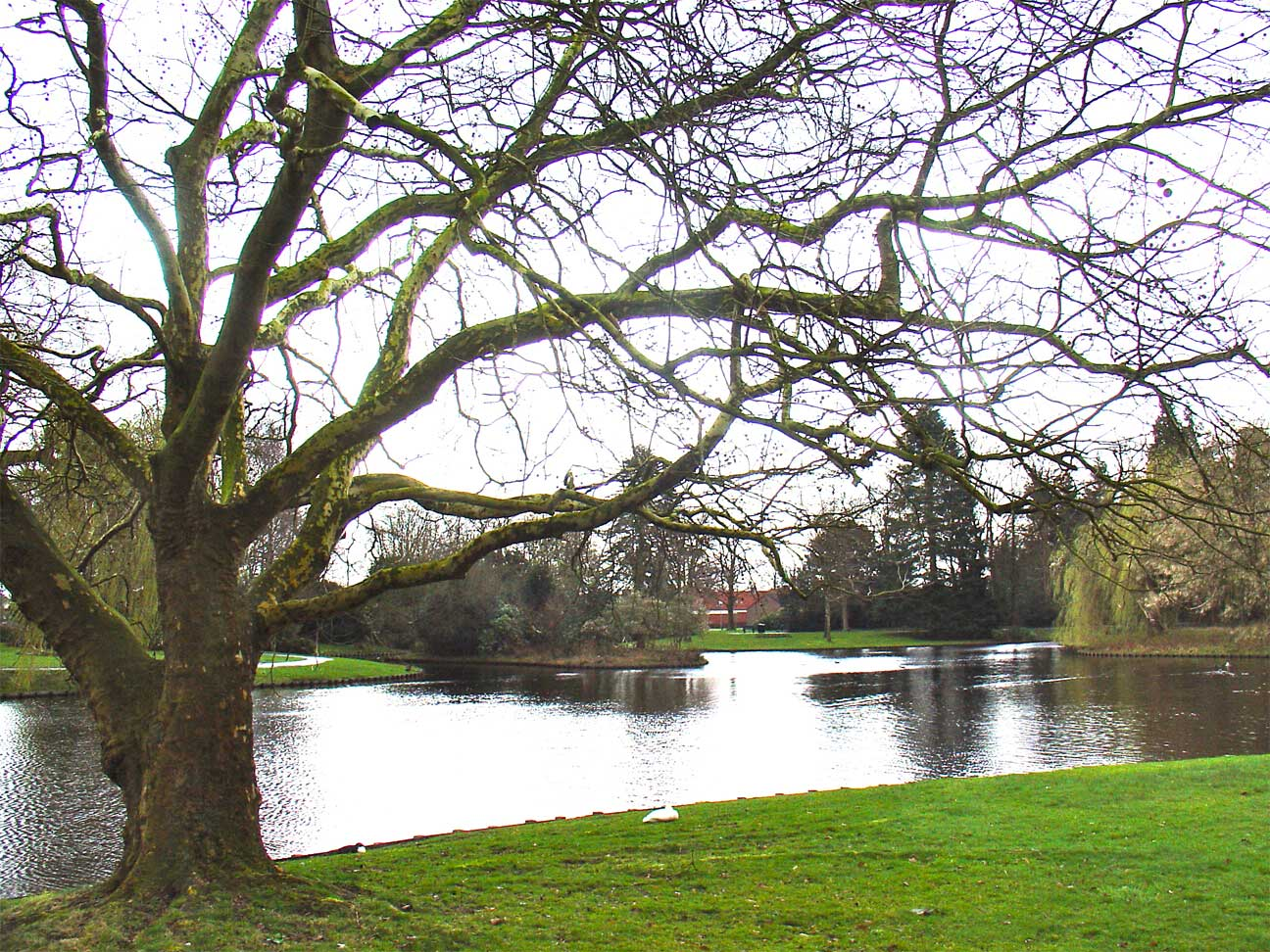
Het Julianapark (rijksmonument) in de Parkwijk te Stadskanaal

De Parkwijk is een woonbuurt in de Nederlandse plaats Stadskanaal, waarvan met de aanleg werd begonnen in de jaren twintig en dertig van de 20e eeuw. De Parkwijk telde in 2009 2.830 inwoners.

## Geschiedenis
Stadskanaal wordt gekenmerkt door de lintbebouwing langs het gelijknamige kanaal. De Parkwijk is een van de eerste woonbuurten in Stadskanaal, die achter het lint werden gebouwd. In 1924 werd de spoorlijn van Ter Apel naar Stadskanaal geopend door de STAR. Deze spoorlijn liep ten zuidwesten van het Stadskanaal. De toenmalige gemeentearchitect J. Meinen ontwikkelde voor het gebied tussen de spoorlijn, het kanaal en de Buinermond en de Drouwenermond een nieuwe woonwijk. Loodrecht op de spoorlijn werd bij het station de Stationslaan aangelegd, die de verbinding vormde met de wegen langs het kanaal. In het midden van het gebied werd het Julianapark aangelegd. Dit park werd gerealiseerd als een project in het kader van de werkverschaffing.

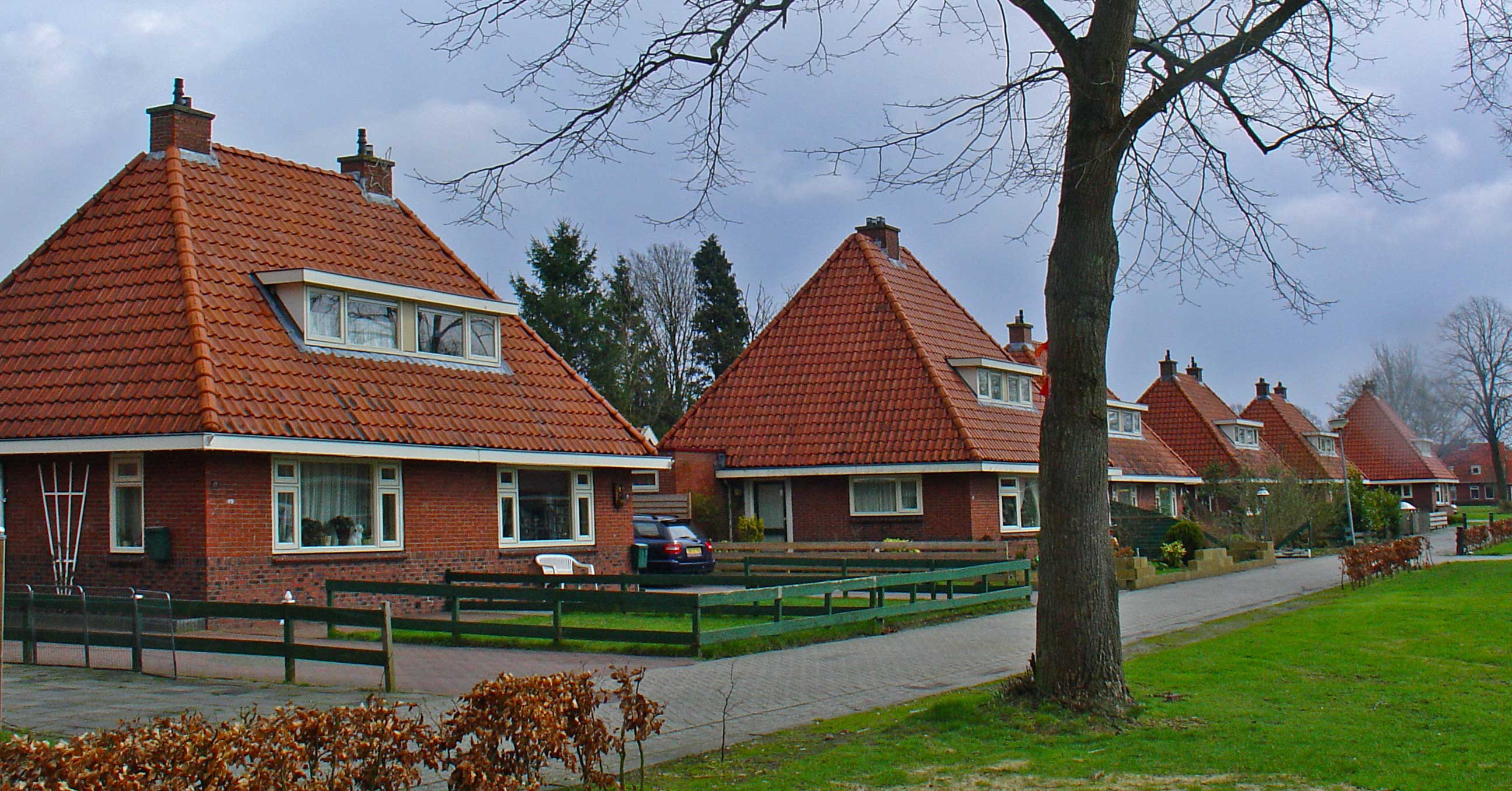
De Oranjestraat met arbeiderswoningen (rijksmonument) in de Parkwijk te Stadskanaal

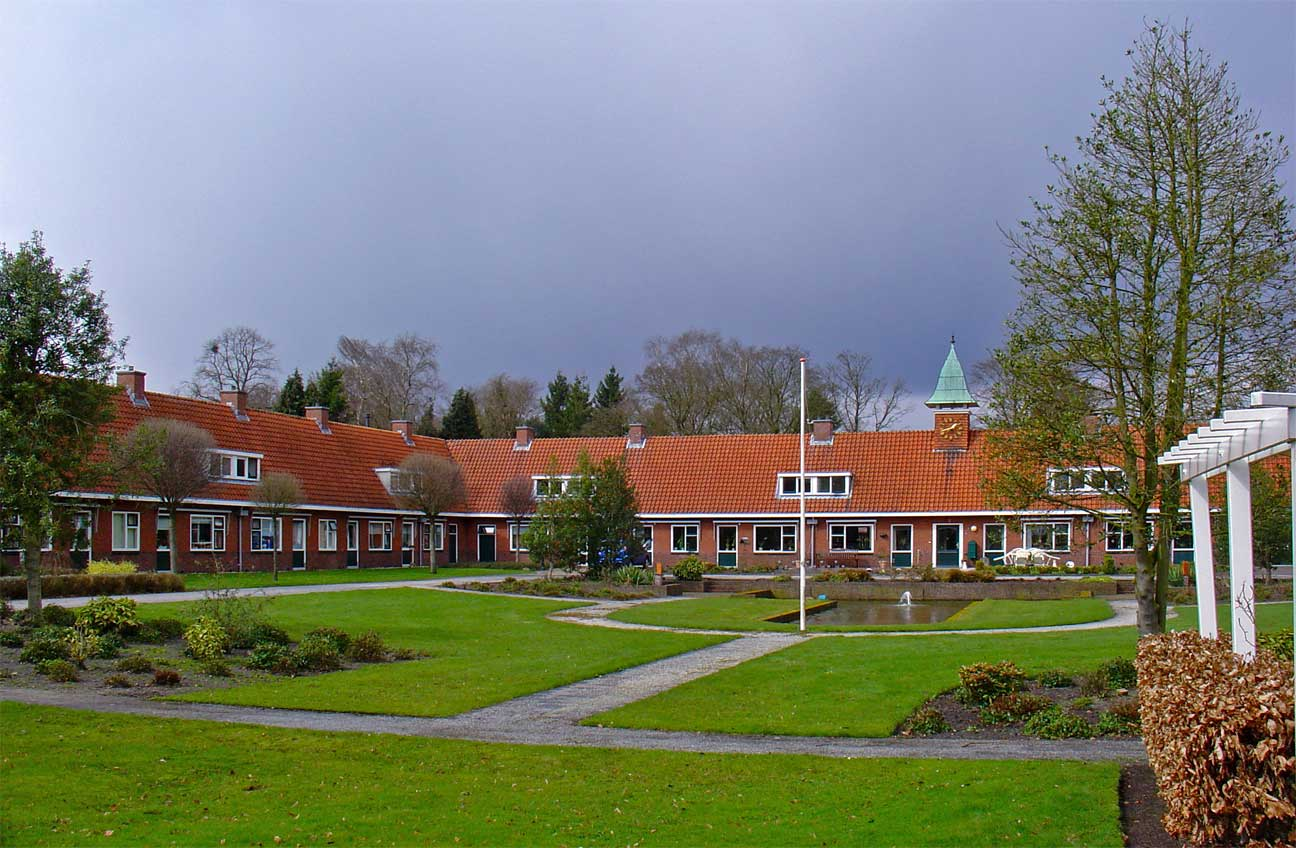
't Hofje (rijksmonument) in de Parkwijk te Stadskanaal

Ten zuidoosten van het park werden straten met overwegend sociale woningbouw aangelegd. De Oranjestraat en 't Hofje zijn daarvan kenmerkende elementen. Dit gebied is, als voorbeeld van de sociale woningbouw in die periode, erkend als rijksmonument. Ook het Julianapark, met de daarin gelegen muziekkoepel, is een rijksmonument. Ten noordwesten van het park en langs het park en de Stationslaan werd een gevarieerde bebouwing met villa's en burgerwoningen gerealiseerd. Ook in dit gebied, en wel in de Burgemeester Reijndersstraat, kwam sociale woningbouw tot stand. In de jaren vijftig werd in het zuidoosten van het gebied aan de Brugkade en ten noorden van het Julianapark een achttal flatgebouwen met zogenaamde maisonnettes gebouwd. Deze woningen waren bedoeld om de werknemers van het bedrijf van Philips te kunnen huisvesten. Dit bedrijf had in 1956 een fabriek voor beeldbuizen en later ook halfgeleiders in Stadskanaal gevestigd en telde in de jaren zeventig meer dan drieduizend werknemers. Een deel van hen werd in de Parkwijk gehuisvest, maar omdat hier onvoldoende ruimte was kwam een groot deel van hen in de naoorlogse nieuwbouwwijken van Stadskanaal terecht.
In de Parkwijk bevinden zich onder meer de scholengemeenschap Ubbo Emmius (het vroegere gelijknamige lyceum) aan de Stationslaan, het verpleeghuis Parkheem aan de Irenelaan en de ijsbaan Hamar aan de Julianastraat.
De Parkwijk is vanaf 2001 ingrijpend geherstructureerd. Een deel van de woningen is afgebroken en is deels vervangen door nieuwbouw. Een ander deel van de woningen is gerenoveerd. Ook het buurthuis "de Treksschuit" werd afgebroken.